# Stefan Babić
Stefan Babić, avstrijski general, * 25. december 1841, † 24. december 1928.

## Življenjepis
Upokojen je bil 1. maja 1905.

## Pregled vojaške kariere
Napredovanja
- generalmajor: 1. maj 1895 (retroaktivno z dnem 27. aprilom 1895)
- podmaršal: 1. november 1898 (z dnem 3. novembrom 1898)
- Feldzeugmeister: 28. marec 1907
- general pehote: 15. november 1908